# Atingerea meduzei (film)
The Medusa Touch (1978) este un film britanic creat în genurile horror supranatural, thriller și regizat de Jack Gold. În film interpretează Richard Burton, Lino Ventura, Lee Remick, Harry Andrews și Jeremy Brett. Scenariul este realizat de John Briley pe baza romanului din 1973 The Medusa Touch scris de Peter Van Greenaway.

## Prezentare
Filmul prezintă povestea unui nuvelist, John Morlar, care, având puteri telechinetice, provoacă dezastre doar gândindu-se la ele (de exemplu prăbușirea unui avion sau pierderea unei probe spațiale).

## Distribuția
- Richard Burton este John Morlar
- Lino Ventura este Brunel
- Lee Remick este Doctor Zonfeld
- Harry Andrews este Assistant Commissioner
- Alan Badel este Barrister
- Marie-Christine Barrault este Patricia
- Jeremy Brett este Edward Parrish
- Michael Hordern este Atropos - Fortune Teller
- Gordon Jackson este Doctor Johnson
- Michael Byrne este Duff
- Derek Jacobi este Townley - Publisher
- Robert Lang este Pennington
- Avril Elgar este Mrs. Pennington
- John Normington este Schoolmaster
- Robert Flemyng este Judge McKinley
- Philip Stone este Dean
- Malcolm Tierney este Deacon
- Norman Bird este Tata
- Jennifer Jayne este Mama
- James Hazeldine este Lovelass